# 扎波里濟克 (洛佐瓦區)
48°57′48″N 36°15′22″E / 48.96333°N 36.25611°E
扎波里濟克（烏克蘭語：Запорізьке）是位於烏克蘭東部的村莊，由哈爾科夫州洛佐瓦區的洛佐瓦市鎮負責管轄。該村始建於1897年，面積0.18平方公里，海拔高度188米，2001年人口6，人口密度每平方公里33.9人。